# Мелу, Нуну
Жуан Нуну ди Ласерда Тейшейра ди Мелу (порт. João Nuno de Lacerda Teixeira de Melo; 18 марта 1966, Жуани, округ Брага), известен как Нуну Мелу (порт. Nuno Melo) — португальский государственный деятель, юрист, депутат Ассамблеи Республики и Европарламента, с 2022 — лидер Социально-демократического центра — Народной партии. Министр обороны Португалии с 2 апреля 2024. Известен как правый деятель, консерватор-антикоммунист, сторонник и продолжатель курса Паулу Порташа.

## Происхождение
Родился в семье бизнесмена текстильного кластера. Окончил юридический факультет Португальского университета имени инфанта Энрике (Параньюш, Порту). Работал адвокатом и юрисконсультом, учредил юридическую фирму в Гимарайнше.
Семейство Тейшейра ди Мелу традиционно обладает в Минью общественным авторитетом. Его представители обычно стоят на правых политических позициях. Нуну Мелу вступил в Социально-демократический центр — Народную партию (СДЦ—НП). Свои взгляды характеризует как умеренно-правый консерватизм.

## Политика
С 1993 года Нуну Мелу возглавлял партийную политкомиссию СДЦ—НП в Вила-Нова-ди-Фамаликане. Был избран в муниципальный совет, в 2002 стал его председателем. На выборах 1999 года был избран в Ассамблею Республики от округа Брага, переизбирался на выборах в 2002 и 2005 годах. С 2004 по 2006 годы — председатель парламентской фракции СДЦ—НП. С 2005 по 2009 годы — заместитель председателя португальского парламента, курировал комитеты по конституционным вопросам, по правам и свободам, по этике, по равным возможностям в семье. Состоял в комиссии по расследованию авиакатастрофы в Камарате, в которой погибли Франсишку Са Карнейру, Сну Абекассиш, Аделину Амару да Кошта. С 2009 года — депутат Европейского парламента, состоит во фракции Европейской народной партии. Своё членство в Европарламенте, требующее многочисленных разъездов между Брюсселем, Лиссабоном и Порту Нуну Мелу называет «личной и семейной жертвой», на которую он, однако, «готов идти».
Во внутрипартийных раскладах СДЦ—НП Нуну Мелу занимал резко правые позиции. Выступал последовательным сторонником Паулу Порташа, в котором видел подлинного продолжателя курса основателя партии Амару да Кошты. Негативно относился к «левому уклону» Мануэла Монтейру, настороженно — к лидерству Жозе Рибейру и Каштру, сдержанно — к Асунсан Кришташ, критически — к Франсишку Родригешу душ Сантушу. Со своей стороны, Порташ активно способствовал продвижению Мелу в партийное и парламентское руководство.
Постепенно Нуну Мелу сделался одним из лидеров партии. Этому способствовало его влияние на правоконсервативном Севере, традиционном региональном оплоте СДЦ—НП. Организационный потенциал Мелу основывался на организованной поддержке со стороны партийных муниципальных депутатов и мэров. Несколько раз кандидатура Нуну Мелу называлась при выборе председателя СДЦ—НП, но он брал самоотводы. Являлся заместителем первого лица при Кришташ и Родригеше душ Сантуше. Их избрание лидерами было возможно только благодаря компромиссу с правым «традиционалистским» крылом, которое представлял Нуну Мелу.

## Во главе партии
На выборах 30 января 2022 года СДЦ—НП потерпела самое серьёзное поражение в своей истории. Партия впервые лишилась парламентского представительства, а её председатель Родригеш душ Сантуш подал в отставку. 3 апреля 2022 года на XXIX съезде СДЦ—НП новым председателем был избран Нуну Мелу — за него проголосовали почти 73 % делегатов. Особенно отмечался беспрецедентный факт: кандидатуру Мелу совместно поддержали непримиримые оппоненты — Порташ и Монтейру.
Положение СДЦ—НП в политичсом спектре Португалии Нуну Мелу видит между правоцентристской Социал-демократической партией (СДП) и праворадикальной партией Chega. Идеологически и политически позиционируется как продолжатель линии Порташа. В идеологии и риторике Мелу просматриваются черты жёсткого антикоммунизма, характерного для первых лет СДЦ, событий Жаркого лета. Электоральную ставку Мелу делает на традиционную социальную базу — фермеров и мелких предпринимателей Севера, отвергая «хипстерские увлечения» предшественника Родригеша душ Сантуша.
Первоочередными проблемами страны Нуну Мелу считает инфляцию, госдолг и недостаточные инвестиции в частнопредпринимательский сектор, «где создаётся богатство». Ближайшей целью партии называет восстановление парламентского представительство, формирование обновлённого кадрового актива, способного восстановить доверие избирателей. Политический стиль Мелу основан на популизме, имидже динамичного движения, непосредственном прямом общении со сторонниками. Называет себя «правым бойцом» и «человеком Севера», свою партию — «последним рубежом демократии в правом спектре», «альтернативой серому центризму СДП и Соцпартии». Сторонникам импонирует решительность и энергия лидера, с которым «можно мешки с картошкой таскать» (реальный случай на рынке в Барселуше).
На досрочных парламентских выборах 10 марта 2024 года СДЦ—НП выступила в коалиции, вновь названной Демократический альянс и объединившей те же партии, что в 1980 году. Выборы ознаменовались сокрушительным поражением Соцпартии и относительным успехом альянса. Коалиция получила более 1,8 миллиона голосов (почти 30 %). В составе альянса СДЦ—НП сумела вернуться в парламент, получив 2 мандата. Таким образом, под руководством Нуну Мелу началось восстановление партийных позиций в политической системе.
На XXXI съезде СДЦ-НП в Визеу 20 апреля 2024 года в отсутствие альтернативных кандидатур Нуну Мелу был вновь избран лидером партии.

## Частная жизнь
Нуну Мелу позиционируется как верующий католик и убеждённый монархист. Живёт в Порту с женой и детьми-близнецами, сыном и дочерью. Увлекается автовождением и коллекционированием классических автомобилей.